# ناهشیاری

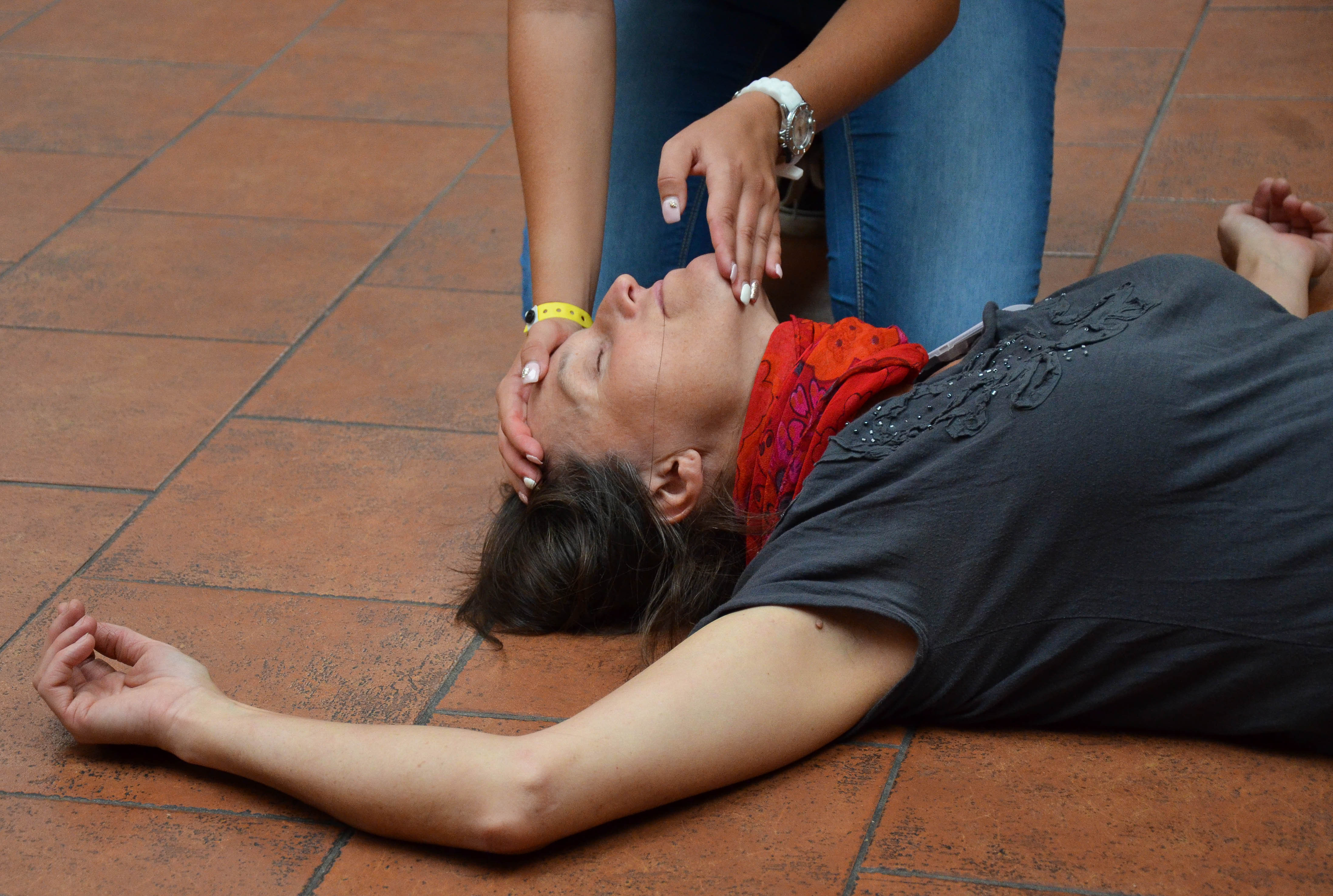
یکی از مهم‌ترین اقدامات پس از ناهشیاری، بررسی راه هوایی و بهبود جریان هوا برای فرد است. این کار در کمک‌های اولیه افراد با کج کردن سر انجام می‌شود. امدادگر یک دست را روی پیشانی قربانی، دست دیگر را روی چانه فرد می گذارد، سپس سر فرد را کج می کند و در نهایت بررسی راه هوایی و میزان جریان هوا صورت می گیرد.

ناهشیاری یا عدم هوشیاری حالتی است که فرد توانایی نگه داشتن آگاهی نسبت به خود و محیط اطراف خود را از دست می‌دهد. این حالت ممکن است کامل بوده یا به صورت نسبی اتفاق بیافتاد یعنی بیمار نسبت به مردم و محرکهای محیطی پاسخ نداشته باشد.
عدم‌هوشیاری نباید با مفهوم ضمیرناخودآگاه یا فرایند شناخت که آگاهی خود را از محیط بیرون دریافت می‌کند و تغییرات هوشیاری مانند روان‌آشفتگی (یعنی زمانی که فرد گیج شده و فقط به بخشی از محرکهای محیطی پاسخ می‌دهد)، خواب، هیپنوتیزم و سایر شرایطی که فرد به محرکها پاسخ می‌دهد اشتباه گرفته شود.

این اتفاق ممکن است در پی ضربه مغزی، هیپوکسی مغزی (که ممکن است در پی انفارکتوس یا ایست قلبی اتفاق بیافتاد)، مسمومیت شدید با داروهای کاهنده فعالیت دستگاه عصبی مرکزی (مانند الکل یا سایر داروهای آرام‌بخش)، خستگی شدید، بیهوشی با دارو یا علل دیگر بیافتد.

نظریه‌ای وجود دارد که عدم‌هوشیاری زمانی اتفاق می‌افتد که ارتباط نواحی مختلف مغز با یکدیگر قطع می‌شود.